# النور گوردون
النور گوردون (انگلیسی: Elenor Gordon; ۱۰ مهٔ ۱۹۳۳ – ۵ ژوئیهٔ ۲۰۱۴) شناگر اهل بریتانیا بود.
وی در مسابقات کشوری و بین‌المللی در مجموع برندهٔ ۳ مدال طلا، ۲ مدال برنز شده‌است.